# Guillaume Rivet
Pour les articles homonymes, voir Rivet (homonymie).
Guillaume Rivet, sieur de Champvernon, pasteur protestant, théologien et écrivain calviniste français, né à Saint-Maixent le 2 mai 1581 et mort à Taillebourg en janvier 1651, quelques jours après le décès de son aîné André.

## Biographie
Après de solides études religieuses financées par le duc Claude de la Trémoille, protecteur de son frère, il fut nommé pasteur à Taillebourg en 1603, dans sa vingt-deuxième année. Il y exerça la grande majorité de son ministère jusqu'à sa mort, qui survint quelques jours après celle d'André Rivet.
Il avait épousé en 1603 Marie Meschinet, petite-fille de Samuel, seigneur de Richemond, conseiller du Roi au Présidial de Saintes, et de Catherine Bigot. Après la mort de sa femme en 1624, il convola de nouveau en 1626 avec une cousine de son épouse, Léa Château.
En 1637, il fut chargé par les délégués de l'Église réformée du Poitou de plaider à la cour la cause des ministres protestants alors empêchés de prêcher dans plusieurs lieux. Son ambassade fut si convaincante que le conseil leva rapidement l'interdiction de prêche dans les annexes. Il participa aussi aux synodes de Vitré (1617) et de Charenton (1623 et 1631).
Les saintais en l'absence de lieu de culte assiste régulièrement aux offices de Guillaume Rivet, ils atteignent Taillebourg par bateau.
Bien qu'éloignés géographiquement, les deux frères Rivet restèrent très liés correspondant régulièrement par de nombreuses lettres, dont beaucoup ont été conservées, et corédigeant un ouvrage - toutes leurs vies durant, d'une indéfectible amitié fraternelle bien souvent citée en exemple.

## Œuvres
Controversiste non moins ardent que son frère, quoique plus mesuré dans ses propos, il répondit aux attaques successives du récollet Bernard du Vergier par le Véritable narré d’une conférence tenue à Romette en Saintonge, La Rochelle, 1611, puis par l'Apologie pour le véritable narré d’une conférence tenue à Romette, ou défense du faict qui y est récité et des doctrines et argumens qui y sont maintenus, La Rochelle, 1612.
On connait aussi de lui les ouvrages suivants : 
- Destruction de la tour de Babel, c'est-à-dire de la monarchie mal fondée, usurpée par le Pape sur l’Église universelle, Saumur, chez Thomas Portau, 1620 ;
- Libertatis ecclesiasticae defensio, sive adversus protestatem et authoritatem supremam quam Romanus Pontifex sibi in Ecclesiam universalem arrogat tripartita dissertatio, Genève, 1625 (traduction latine, assez libre, de l'ouvrage précédent) ;
- De la défense des droits de Dieu, où est disputé de l’empire sur les consciences appartenant au seul Créateur, et de l’honneur d’invocation, religion et adoration non communicable à aucun autre ; avec un traité de l’origine de l’invocation des hommes morts, et des moyens de l’introduction d’icelle entre les chrétiens, contre les inventions et les artifices des capucins de La Rochelle, Saumur, 1634 ;
- De invocatione et adoratione sanctorum defunctorum (traduction latine du précédent) ;
- Vindiciae evangelicae de justificatione et annexis ei capitibus, quibus praeter Pontificiorum errores et Ph. Codurci sophismata, Johan. Cameronis et Mosis Amyraldi placita varia examinantur, Amsterdam, 1648 ;
- Epistolae apologeticae ad criminationes Amyraldi de gratiâ universali, 1648 (écrit avec son frère André Rivet) ;
- De l’autorité des Sainctes Ecritures.

## Descendance
De Marie Meschinet de Richemond, il eut neuf enfants, tous baptisés au temple de Taillebourg, dont trois morts en bas âge : 
- André Rivet, né en 1605, fit ses études secondaires au collège protestant de la Rochefoucauld auprès du Principal David Robertson puis rejoint son oncle en Hollande où il poursuivit des études de médecine. Nommé docteur en médecine en 1631 à Leyde, il y aurait épousé une catholique au grand désarroi de son père mais serait revenu dans sa foi calviniste. Sans descendance, il meurt à Paris le 14 décembre 1649.
- Jean Rivet sieur des Roussières, né en 1610, marchand de vins à Taillebourg, connut une jeunesse dissolue avant d'épouser en novembre 1632 Marthe Chadeau, fille de Jehan Chadeau marchand et échevin de la ville de Saintes et de Suzanne Rocquemadour. Nombreuse descendance.
- Étienne Rivet, né vers 1615, pasteur calviniste. Il fit ses études au collège de Jarnac puis à l'académie de Montauban: il prit ses fonctions de pasteur de l'Eglise de Saujon le 19 septembre 1638, charge qu'il occupa jusqu'en décembre 1663, puis de l'Eglise de Saint-Just jusqu'à sa mort en ce lieu le 5 novembre 1669. Il avait épousé le 27 septembre 1643 Jeanne Baudouin fille de Paul Baudouin avocat au présidial de Saintes et de Marie Gommier. Une fille, Anne Rivet, épouse le 4 janvier 1665 Charles de Beaucorps seigneur de Boisroux.
- Zacharie Rivet, né en 1618, mort au collège de St Jean d'Angély le 15 octobre 1630.
- Marie Rivet, née en 1621, épouse par contrat devant Mongrand le 8 avril 1642 Jacques Thomas marchand droguiste de la La Rochelle.
- Judith Rivet, née vers 1624, épouse par contrat en juillet 1644 Josué Thomas marchand.

## Sources
- Biographie universelle, Paris, 1824